# Blåvandshuk Fyr
Blåvandshuk Fyr ist der westlichste Leuchtturm Dänemarks und steht auf der Landzunge Blåvands Huk an der Westküste Jütlands. Der Leuchtturm (dänisch Fyr) warnt die Seeschifffahrt vor dem gefährlichen Horns Rev. Er ersetzte im Jahr 1900 einen kleineren Vorgänger aus dem Jahr 1888.

## Beschreibung
Der viereckige, sich verjüngende Turm wurde aus Beton errichtet, misst 39 Meter und besitzt zwei über den Turmschaft auskragende Obergeschosse. Der Zierfries im Sockelgeschoss ist in rotem Ziegelstein von der weißen Tünche abgesetzt.
Die rotierende Linse wurde ursprünglich von einem Uhrwerk angetrieben, das erhalten geblieben ist. Mittlerweile sind die Lichtquelle und der Linsenantrieb elektrifiziert, das Leuchtfeuer arbeitet automatisch. Mit der 1.000 Watt starken Lampe und der Fresnel-Linse werden 180.000 Candela und eine Tragweite von 22 Seemeilen erreicht.
Der Leuchtturm kann ganzjährig besichtigt werden. 170 Treppenstufen führen zur Aussichtsplattform. In dem ehemaligen Leuchtturmwärterhaus sind eine Touristeninformation und eine Ausstellung zum Offshore-Windpark Horns Rev untergebracht.
Zwischen dem Leuchtturm und einem freistehenden Gittermast ist eine vierdrahtige T-Antenne gespannt, die von einem DGPS-Sender genutzt wird.

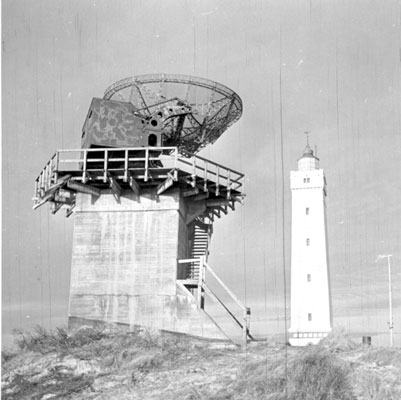
Leuchtturm mit Würzburg-Riese (1945)

In der Nähe steht ein Betonturm, der während der deutschen Besatzung Dänemarks im Zweiten Weltkrieg für die Marine-Flak der Kriegsmarine errichtet wurde. Als Teil des Atlantikwalls war auf ihm die Stellung „Bamberg“ – ein Funkmessgerät vom Typ FuMO 214 („Seeriese“) – für die Feuerleitung installiert.
Der seit 2002 unter dänischem Schutz für Denkmalgeschützte Gebäude (dänisch: Fredede Bygninger) stehende Leuchtturm ist öffentlich zugängig.

## Philatelistische Würdigung
Blåvandshuk Fyr 1996

Link zum Bild

Im Jahr 1996 gab die dänische Post den ersten Briefmarkenblock anlässlich des Tags der Briefmarke einer neuen Serie mit Leuchttürmen der dänischen Küste heraus. Eine der vier Briefmarken zeigt den Leuchtturm Blåvandshuk, Wert 5.00 kr.